# Castro Castellanos
Castro - Castellanos lub Pérez Castellanos - barrio (sąsiedztwo lub dzielnica) miasta Montevideo, stolicy Urugwaju. Znajduje się w środkowo-wschodniej części miasta.
Graniczy z Cerrito na zachodzie, Las Acacias na północnym zachodzie, Ituzaingó na północnym wschodzie, Villa Española na wschodzie, Mercado Modelo na południowym wschodzie oraz Bolívar na południowym zachodzie. Jego zachodnia granica wiedzie wzdłuż Avenida General Flores, a południowa przylega do Bulevar José Batlle y Ordóñez.
Znajdują się tu koszary "Cuartel del Regimiento Blandengues de Artigas", w których mieści się obecnie muzeum.

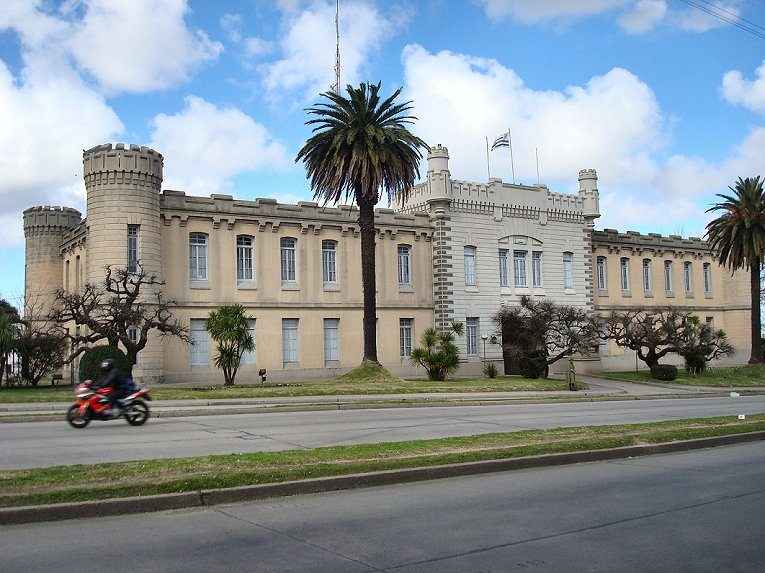
Budynek koszar "Blandengues de Artigas"